# Малый академический словарь

Первый том второго издания, 1981 год

«Слова́рь ру́сского языка́» (Ма́лый академи́ческий словарь, МАС) — академический четырёхтомный нормативный толковый словарь современного русского литературного языка, созданный на основе картотеки «Словаря современного русского литературного языка»:97, собранной Словарным сектором Института русского языка Академии наук СССР и содержащей выборки из произведений художественной литературы со времён А. С. Пушкина и произведений публицистической и научной литературы XIX—XX веков. Содержит общеупотребительную лексику и фразеологию русского литературного языка по состоянию на время выхода издания. По назначению и объёму словарь близок к «Толковому словарю русского языка» под редакцией Д. Н. Ушакова:97. Содержит в первом издании около 80 тысяч, во втором издании — около 90 тысяч словарных единиц.

## Издания
Первое издание словаря вышло под редакцией А. П. Евгеньевой в Москве в 1957—1961 годах, второе издание, исправленное и дополненное, — в 1981—1984 годах:97. При переиздании в словарь были введены слова и значения, возникшие в языке со времени публикации первого издания; во втором издании систематически представлены наречия на -о, -е, -ски, а указания на видовую пару даются при каждом из входящих в неё глаголов. Несколько расширено число помет, относящихся к экспрессивно-эмоциональной оценке слов. Последующие издания «Словаря русского языка» были стереотипными.

## Структура словарной статьи
АЖУ́Р2, нареч. Бухг. Проведение бухгалтерских записей в день совершения операции. ◊ В ажуре — так, как следует, в полном порядке. — Редактору нашему нужно, — чтобы в газете все было в ажуре. Горышин, До полудня.
[От франц. à jour — (подытоженный) по сегодняшний день]
В пределах словарной статьи представлены слово, в котором проставлено ударение, сведения о его грамматических формах (для существительных указан также род), принадлежности к той или иной части речи. Далее приводятся стилистические пометы и толкование слова с иллюстрирующими его значения примерами; смысловые оттенки значений выделяются с помощью знака ||. После знака | могут следовать сведения об особенностях употребления слова в одном из его значений (в частности, о субстантивации прилагательного или безличном употреблении глагола). За знаком ◊ приводятся фразеологические данные о слове, а в конце статьи иноязычного слова, с нового абзаца и в квадратных скобках — этимологическая справка:8.